# Strandviolier
De strandviolier (Matthiola sinuata) is een overblijvende plant uit de kruisbloemenfamilie (Brassicaceae).
De plant is vooral te vinden op stranden en in duinen aan de kusten van West-Europa en het Middellandse Zeegebied.

## Naamgeving enetymologie
- Synoniemen: Cheiranthus muricatus Lam.; Cheiranthus sinuatus L.; Cheiranthus tricuspidatus Huds.; Hesperis glandulosa (Vis.) Kuntze; Hesperis sinuata (L.) Lam.; Matthiola glandulosa Vis.; Matthiola sinuata subsp. glandulosa; Matthiola sinuata subsp. ligurica Vierh. ; Matthiola sinuata var. sinuata; Matthiola tricuspidata var. glandulosa Emb. & Maire
- Frans: Giroflée des dunes

De botanische naam Matthiola is een eerbetoon aan Pietro Andrea Matthioli (1500-1577), een Italiaanse kunstenaar en botanicus. De soortaanduiding sinuata is afgeleid van het Latijnse 'sinuatus' (gebogen), wat op de gebogen bladranden betrekking heeft.

## Kenmerken
De strandviolier is een twee- of meerjarige, kruidachtige plant met een vertakte, sterk bebladerde stengel die tot 1 m hoog wordt. De plant draagt aan de voet een wortelrozet met lancetvormige tot veerlobbige bladeren, en hogerop talrijke verspreid staande lijn- tot lancetvormige stengelbladeren. Alle bladeren zijn wollig zilvergrijs behaard en de bladrand is meestal gegolfd.
De bloeiwijze is een kleine bloemtros met kelkvormige, viertallige bloemen. De kroonblaadjes zijn bleek paars gekleurd, zelden wit. De plant geurt 's avonds.
De vrucht is een lange, cilindrische hauw, voorzien van klierhaartjes.
De plant bloeit van april tot september.

## Habitaten verspreiding
De strandviolier is een zoutminnende soort die vooral voorkomt op stranden en in duinen.
Ze komt voor langs de kusten van West- en Zuid-Europa en het Middellandse Zeegebied. In Frankrijk langs de kusten van de Atlantische Oceaan ten zuiden van Cherbourg, langs de kusten van het Middellandse Zeegebied en op Corsica.
... · 
M. incana (Zomerviolier) · 
M. longipetala · 
M. maderensis · 
M. sinuata (Strandviolier) · 
...